# SN 2009ia
SN 2009ia – supernowa typu Ia odkryta 22 lipca 2009 roku w galaktyce A172611+1726. W momencie odkrycia miała maksymalną jasność 17,50m.